# RS-449

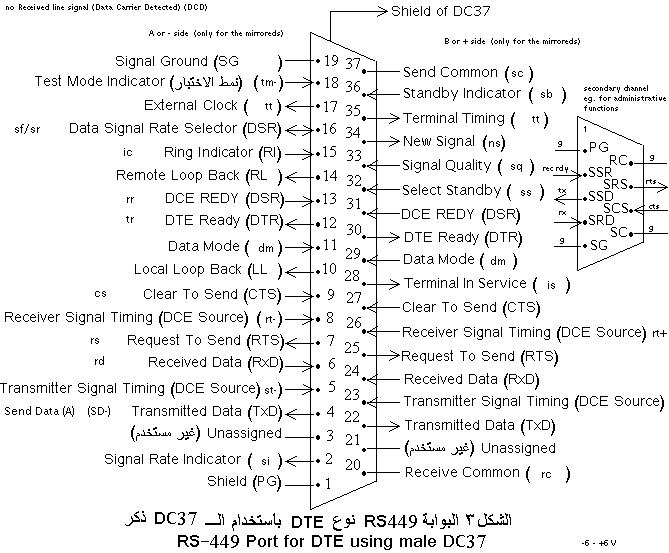
Zapojení konektoru RS-449

Specifikace RS-449, známá také jako EIA-449 nebo TIA-449, definuje funkční a mechanické vlastnosti rozhraní mezi koncovým zařízením přenosu dat (KZD, anglicky DTE), typicky počítačem, a datovým komunikačním zařízením (UZD, anglicky DCE), typicky modemem nebo terminálovým serverem. Úplný název normy je EIA-449 General Purpose 37-Position and 9-Position Interface for Data Terminal Equipment and Data Circuit-Terminating Equipment Employing Serial Binary Data Interchange (Univerzální rozhraní s 37 a 9 vodiči mezi UZD a KZD pro výměnu dat v sériovém tvaru).
Norma byl součást snahy nahradit RS-232C rozhraním s mnohem vyšší rychlostí přenosu a s možností používat delší kabely při zachování konektorů DB-25. Původně šlo o dvě blízce příbuzné normy, RS-422 a RS-423. Se zvyšováním počtu požadovaných funkcí začal růst počet potřebných vodičů až přesáhl možnosti konektoru DB-25, a norma RS-449 proto definovala nový konektor.
Úplně rozhraní RS-449 vyžadovalo při použití protokolu RS-422 současné použití dvou konektorů, velkého DC-37 a malého DE-9. Výsledná kabelová změť byla zavržena jako beznadějná ještě před dokončením specifikace. Nakonec byl tento směr opuštěn ve prospěch normy RS-530, která používala jediný konektor DB-25.

## Pozadí
Koncem 70. let 20. století začala EIA vyvíjet dva nové standardy pro sériový přenos dat, které měly nahradit RS-232. Použití RS-232 přinášelo několik problémů, které omezovaly výkonnost a použitelnost rozhraní. Jedním z problémů bylo poměrně velké napětí používané pro signalizaci, +5 a -5V pro značku a mezeru. Pro napájení byl obvykle požadován zdroj o napětí +12 V, což komplikovalo implementaci obvody TTL, které používají napěťové úrovně +5 V a 0 V, případně obvody CMOS používající i nižší napětí. Nesymetrické obvody umožňovaly použití pouze poměrně krátkých kabelů, které byly normou omezeny na 50 stop (15 metrů), i když v praxi se při nižších rychlostech používaly i delší kabely.
Důvodem použití poměrně velkého napětí byly zemní potenciály. RS-232 definovalo jak ochranou tak signálovou zem, ale nedefinovalo, jak mají být realizovány. Často se stávalo, že ochranná zem zůstala nezapojena, a signálová zem byla spojena se zemí na obou koncích. V důsledku toho, pokud byl na obou koncích kabelu určitý rozdíl zemního potenciálu, napětí na signálním zemnícím vodiči mohlo být nenulové a k zajištění spolehlivého přenosu signálu bylo nutné velké signálové napětí.
Pro vyřešení tohoto problému nové normy RS-422 a RS-423 používaly dobře definované uzemnění, které vždy vycházelo z referenčního potenciálu odesilatele, a signál byl pouze 400 mV nad nebo pod touto hodnotou. RS-422 používalo symetrické vedení, kdy se pro každý signál používaly dva vodiče a rozhodovalo napětí mezi nimi. Na začátku vývoje normy bylo rozhodnuto oddělit mechanické aspekty normy od elektrických, přičemž první z nich se stal náplní specifikace RS-449.
Hlavní rozdíl mezi RS-422 a RS-423 spočíval v tom, že RS-422 měl pro každý signál zpětné vedení, zatímco RS-423 měl jedinou společnou signálovou zem. Proto mělo RS-422 dvojnásobný počet signálových vodičů. Spolu s dalšími změnami začal počet vedení narůstat, až do stádia, kdy dokonce pro RS-423 nestačil konektor DB25. To vedlo k použití většího konektoru DC-37, ale ani ten neměl pro RS-422 dostatečný počet špiček, což se „vyřešilo“ přidáním dalších zemních vodičů do zvláštního konektoru DE-9. To mělo za následek „strašlivý počet vodičů“ a závěr z roku 1983, že „úspěch... zůstává v nedohlednu.“
Rozhraní se příliš nepoužívalo, i když se s ním bylo možné setkat v některých zařízeních pro síťovou komunikaci. EIA-449-1 byl zrušen v lednu 1986 a nahrazen novější verzí EIA/TIA-530-A, finální verze EIA-449-1 byla stažena v září 2002. Nejrozšířenější použití RS-422/423 bylo v prvních počítačích Apple Macintosh, které používaly jednoduchý 9pinový konektor DIN a pro vzájemnou komunikaci používaly pouze tři vodiče.